# Microperittia probosciphera
Microperittia probosciphera är en utdöd fjärilsart som beskrevs av Michail V. Kozlov, 1987. Microperittia probosciphera ingår i släktet Microperittia och familjen gräsmalar, Elachistidae. Arten är beskriven ur material från succinit, baltiskt bärnsten. Inga underarter finns listade i Catalogue of Life.